# Мосор
Мосор е планина в Далмация, Хърватия - част от Динарите. Простира се от северозапад на югоизток по протежение на Адриатическо море в Централна Далмация между градовете Сплит и Омиш. В северозапад е ограничена прохода Клис, а на югоизток - от долината на река Цетина, отвъд която планинската верига на Мосор продължава в тази на Биоково. Дължината на Мосор е около 25 км. 
Билото на планината се състои от варовик с разработени карстови феномени. Най-високият ѝ едноименен връх се нарича още Велики Кабал, и е с височина от 1339 м над морското равнище. Други по-високи върхове са Вицков ступ (1325 m) и Свети Юре (1319), като на последния е изграден католически параклис. Над 600 м надморска височина няма населени места, но за сметка на това има изградени няколко високопланински хижи. На Клис се виждат руините на стара средновековна крепост.
Мосор е много популярна дестинация за алпинисти и пещерняци.